# Olof Sandahl
Olof Bertilson Sandahl, född 11 augusti 1938 i Kristinehamn, är en svensk grafiker, målare och konstpedagog.
Hans far Bertil Sandahl var civilförsvarsdirektör och journalist på NWT och han kom själv många år senare att medverka i tidningen med illustrationer. 
Sandahl studerade vid Slöjdföreningens Konstindustriskola i Göteborg 1958-1962 och Konsthögskolan i Stockholm 1964-1969. Vid sidan av studierna ledde han studiecirklar och ansvarade en tid för Grafiska sällskapets verkstad på Mosebacke. Han har senare varit verksam som lärare i grafik vid ett antal olika lärosäten bland annat vid Konsthögskolan i Stockholm, Grafikskolan och Tollare folkhögskola samt förestått flera grafiska verkstäder. Han har ställt ut på bland annat Saltskog gård, Karlskoga konsthall och en separatutställning i Södertälje rådhus med landskap och porträtt i olja. 
Sandahls verk består huvudsakligen av grafik men han utför även porträtt och landskapsmålningar i olja. Som illustratör har han har genom åren gjort tusentals grafiska blad, till affischer, böcker och tidningar bland annat för FIB Kulturfront, Fönstret, SIA (Skogsindustriarbetaren) och Metallarbetaren. 
Sandahl är representerad vid  Moderna museet och Kalmar konstmuseum. 
Han är medlem i den Internationella Xylonföreningen som bildades 1953 i Zürich och var en av initiativtagarna till bildandet av den svenska sektionen av Xylon 1957. 
Sandahl byggde upp grafiska verkstaden i Grafikens hus i Mariefred och är ansvarig för verksamheten i Södertälje Konstnärskrets grafiska verkstad i gamla Flickskolan på Orionkullen.

## Libris
- På tidens flotte, 1977, bild och dikt
- Pro primo, 1960 dikter
- Sommarpendling, 1962
- Svensk grafik i Havanna 1981

### Fotnoter
1. ↑  Moderna museet
2. ↑  ”Kalmar konstmuseum”. Arkiverad från originalet den 10 december 2017. https://web.archive.org/web/20171210020348/http://konstdatabas.designarkivet.se/index.php/Detail/Object/Show/object_id/1552. Läst 9 december 2017.